# 上杉勝承
上杉 勝承（うえすぎ かつよし）は、江戸時代中期から後期にかけての大名。出羽国米沢新田藩の第2代藩主。米沢藩では俳諧でも有名で、素嶺の歌号を持つ。

## 経歴
享保20年（1735年）、上杉勝周の長男として誕生した。延享4年（1747年）、父の死去により家督を継いだ。駿府加番を務め、藩政では財政窮乏のために厳しい倹約令を出すと共に、産業の振興に努めた。宝暦6年（1756年）に米沢に初入国する。
本家の藩主・上杉重定は奢侈に耽り政治に無関心で、近臣の森利真が権勢を振るって藩政が混乱していた。宝暦12年（1762年）・同13年（1761年）に米沢藩の混乱を幕府に訴える箱訴まで行われ、幕閣の話題に上るに至ったため、勝承は宝暦13年12月に尾張藩家老に、重定の義兄弟である藩主・徳川宗睦に翌年の参府中、重定の引退勧告を働きかけるように依頼している。明和4年（1767年）に重定が隠居し、養嗣子治憲（鷹山）が家督相続すると、治憲や米沢藩江戸家老・色部照長と共に、白子神社に大倹実行の誓詞を奉納する。
天明5年（1785年）、死去した。享年51。跡を養嗣子の勝定（重定の三男）が継いだ。

## 系譜
父母
- 上杉勝周（父）
- 於繁（母） - 片桐貞起の娘

正室、継室
- 片桐貞音の娘（正室）
- 安藤信尹の娘（継室）

養子
- 上杉勝定 - 上杉重定の三男